# Parasola kuehneri

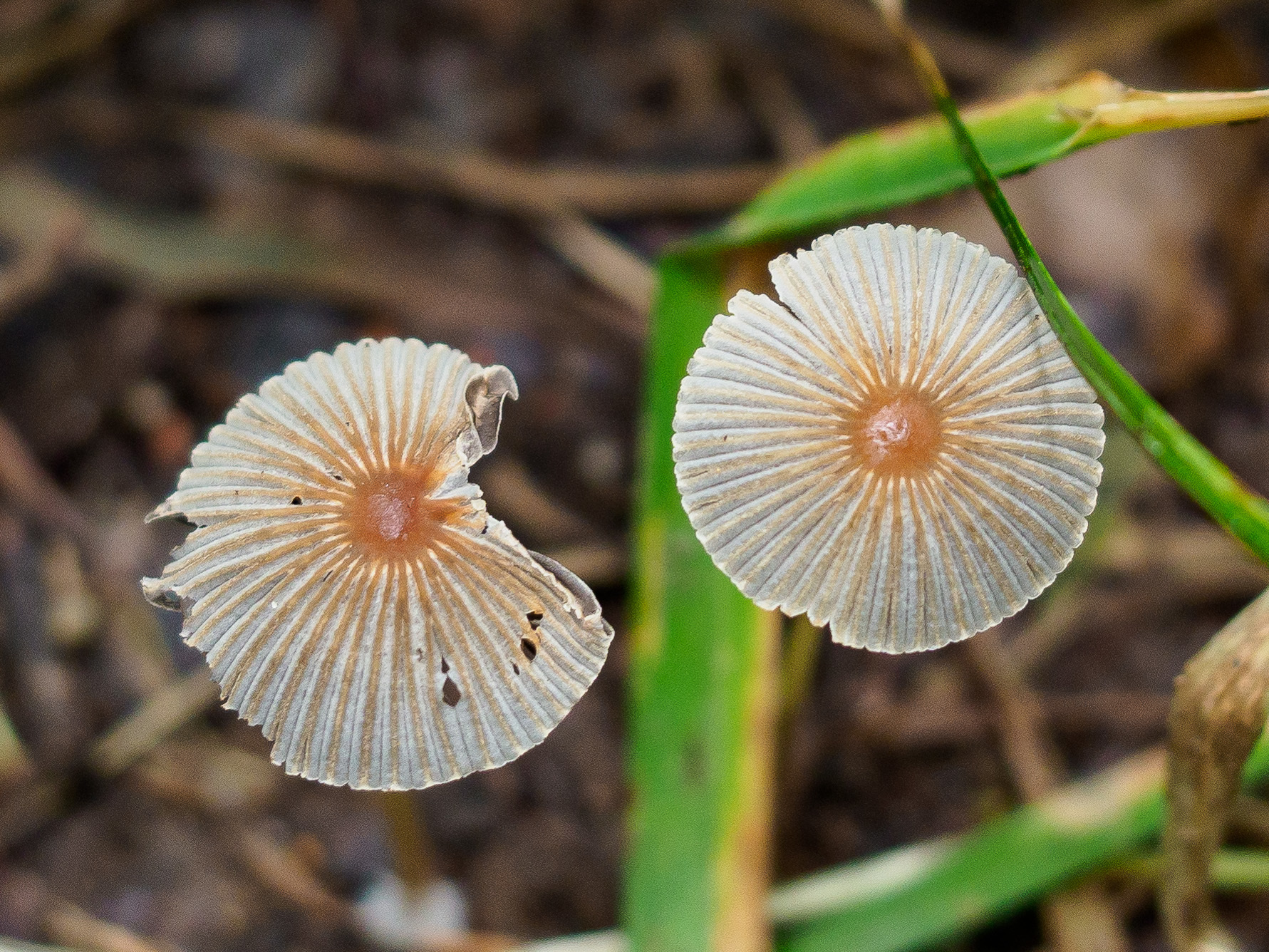

Parasola kuehneri (Pat.) Redhead, Vilgalys & Hopple – gatunek grzybów należący do rodziny kruchaweczkowatych (Psathyrellaceae).

## Systematyka i nazewnictwo
Pozycja w klasyfikacji według Index Fungorum: Parasola, Psathyrellaceae, Agaricales, Agaricomycetidae, Agaricomycetes, Agaricomycotina, Basidiomycota, Fungi.
Po raz pierwszy opisali go w 1988 r. C.B. Uljé i Kornelis Bas, nadając mu nazwę Coprinus kuehneri. W wyniku badań filogenetycznych prowadzonych na przełomie XX i XXI wieku mykolodzy ustalili, że rodzaj Coprinus jest polifiletyczny i rozbili go na kilka rodzajów. Obecną, uznaną przez Index Fungorum nazwę nadali temu gatunkowi Scott Alan Redhead, Rytas J. Vilgalys i John S. Hopple w 2001 r.
Synonimy:
- Coprinus kuehneri Uljé & Bas 1988
- Coprinus plicatilis f. microsporus (Kühner & Joss.) Hongo & Aoki 1964
- Coprinus plicatilis var. microsporus Kühner & Joss. 1934[3].

Władysław Wojewoda w 2003 r. dla synonimu Coprinus kuehneri zaproponował polską nazwę czernidłak drobnozarodnikowy. Po przeniesieniu do rodzaju Parasola nazwa ta stała się niespójna z obecną nazwą naukową.

## Morfologia
Kapelusz
Średnica początkowo do 17,5 × 11 mm, powierzchnia zwykle raczej ciemno czerwonobrązowa, ale może być jaśniejsza, pomarańczowo- lub żółtobrązowa, na środku jaśniejsza, szybko blaknąca z wiekiem.
Blaszki
Gęste, wolne, oddzielone od łodygi niby koronką, czasami niewidoczną. Liczba blaszek = 32–50.
Cechy mikroskopowe
Podstawki 4-zarodnikowe. Zarodniki 6,5–10,4 × 5,5–8,4 × 5,0–6,3 μm, silnie soczewkowate; w widoku z przodu zaokrąglone, trójkątne, romboidalne, z jajowatym, stożkowym, zaokrąglonym lub sercowatym wierzchołkiem, z boku elipsoidalne do nieco migdałowatych. Cheilocystydy wydłużone, workowate do cylindrycznych, czasami maczugowate do niemal kulistych. Pleurocystydy podobne.
Gatunki podobne
Parasola kuehneri może być wstępnie rozpoznany w terenie po jaskrawo czerwonobrązowym kolorze. Parasola leiocephala jest zwykle jaśniejsza i jej kapelusz nie ma czerwonych odcieni, Parasola plicatilis występuje zwykle na terenach trawiastych. P. kuehneri wyróżnia się wąskimi, trójkątnymi, romboidalnymi zarodnikami, mniejszymi i jaśniejszymi niż u P. leiocephala. Parasola schroeteri i P. plicatilis mają znacznie większe zarodniki.

## Występowanie
Najwięcej stanowisk Parasola kuehneri podano w Europie, poza tym nieliczne w Ameryce Północnej i Południowej, Azji, Australii i Afryce. W. Wojewoda w 2003 r. przytoczył 2 stanowiska na terenie Polski, w następnych latach podano więcej stanowisk. Najbardziej aktualne stanowiska podaje internetowy atlas grzybów. Zaliczony w nim jest do gatunków zagrożonych i wartych objęcia ochroną. W Anglii uważany jest za gatunek pospolity, prawdopodobnie niedostatecznie rejestrowany z powodu mylenia go z innymi gatunkami.
Naziemny grzyb saprotroficzny. Występuje wśród traw w lasach, ogrodach, nad brzegami rzek.